# Cooksville
Cooksville és una població dels Estats Units a l'estat d'Illinois. Segons el cens del 2000 tenia 213 habitants.

## Demografia
Segons el cens del 2000, Cooksville tenia 213 habitants, 91 habitatges, i 64 famílies. La densitat de població era de 357,6 habitants/km².
Dels 91 habitatges en un 28,6% hi vivien nens de menys de 18 anys, en un 59,3% hi vivien parelles casades, en un 12,1% dones solteres, i en un 28,6% no eren unitats familiars. En el 25,3% dels habitatges hi vivien persones soles el 12,1% de les quals corresponia a persones de 65 anys o més que vivien soles. El nombre mitjà de persones vivint en cada habitatge era de 2,34 i el nombre mitjà de persones que vivien en cada família era de 2,82.
Per edats la població es repartia de la següent manera: un 23,5% tenia menys de 18 anys, un 9,9% entre 18 i 24, un 29,6% entre 25 i 44, un 25,8% de 45 a 60 i un 11,3% 65 anys o més.
L'edat mediana era de 37 anys. Per cada 100 dones de 18 o més anys hi havia 83,1 homes.
La renda mediana per habitatge era de 41.094 $ i la renda mediana per família de 48.125 $. Els homes tenien una renda mediana de 31.563 $ mentre que les dones 23.594 $. La renda per capita de la població era de 16.984 $. Cap de les famílies i el 0,8% de la població estaven per davall del llindar de pobresa.

## Poblacions més properes
El següent diagrama mostra les poblacions més properes.